# فيك غرايمز
فيك غرايمز (بالإنجليزية: Vic Grimes)‏ هو مصارع محترف أمريكي، ولد في 3 يناير 1963 في ذا برونكس في الولايات المتحدة.

## وصلات خارجية
- فيك غرايمز على موقع CageMatch worker (الإنجليزية)
- فيك غرايمز على موقع قاعدة بيانات المصارعة على الإنترنت (الإنجليزية)

- فيك غرايمز على موقع IMDb (الإنجليزية)